# Mutter mit totem Sohn
Mutter mit totem Sohn (Moder med sin döde son) är en skulptur med pietà-motiv av Käthe Kollwitz.  
Skulpturen skapades 1937 eller 1938 och hänvisar till Käthe Kollwitzs son Peter Kollwitz, som dog under första världskriget. Kollwitz hade tidigare skapat skulpturen Trauerndes Elternpaar ("Sörjande föräldrar"), som hon arbetade med mellan 1914 och 1932. 
På initiativ av den tyske förbundskanslern Helmut Kohl placerades Mutter mit totem Sohn 1993 i Karl Friedrich Schinkels Neue Wache. Harald Haacke (1924–2004) utförde en fyra gången förstorad version. Originalet finns i Käthe Kollwitzmuseet i Köln.
Käthe Kollwitzs skulptur skiljer sig från traditionella pietà-konstverk i att den döde sonen inte ligger över moderns knän, utan snarare ligger hopkrupen på marken mellan hennes ben, omgiven av moderns kropp. 
Kollwitz skrev i sin dagbok 1937: "Jag arbetar med den lilla skulpturen, som utgick från utkastet till skulptur över föräldrarna. Den har nu blivit något av en pietà. Modern sitter och har lagt sin döde son mellan sina knän. Det rör sig inte längre om smärta, utan av eftertanke.".

## Bildgalleri

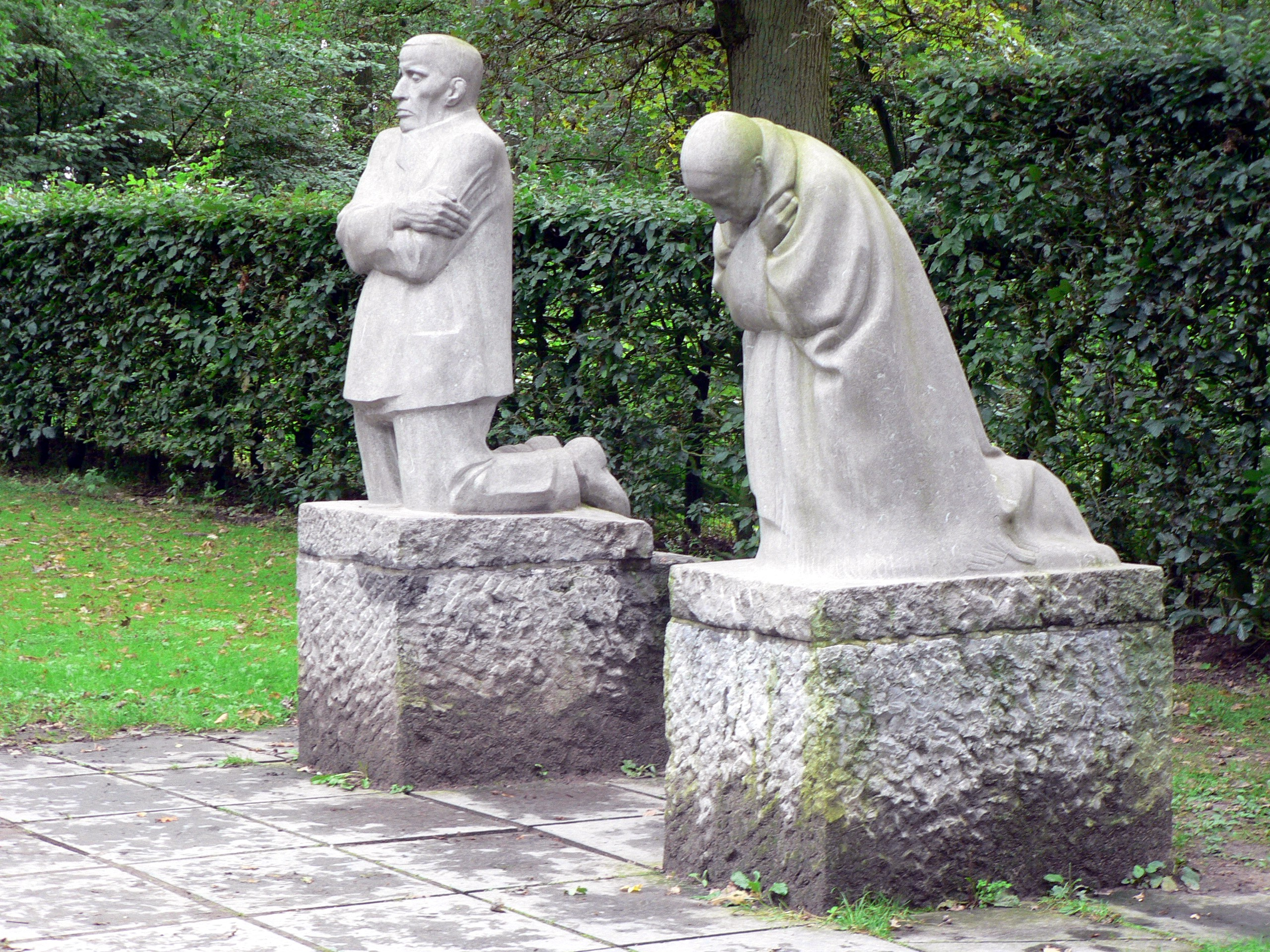
Trauerndes Elternpaar ("Sörjande föräldrar") på  den tyska krigskyrkogården i Vladslo i Belgien
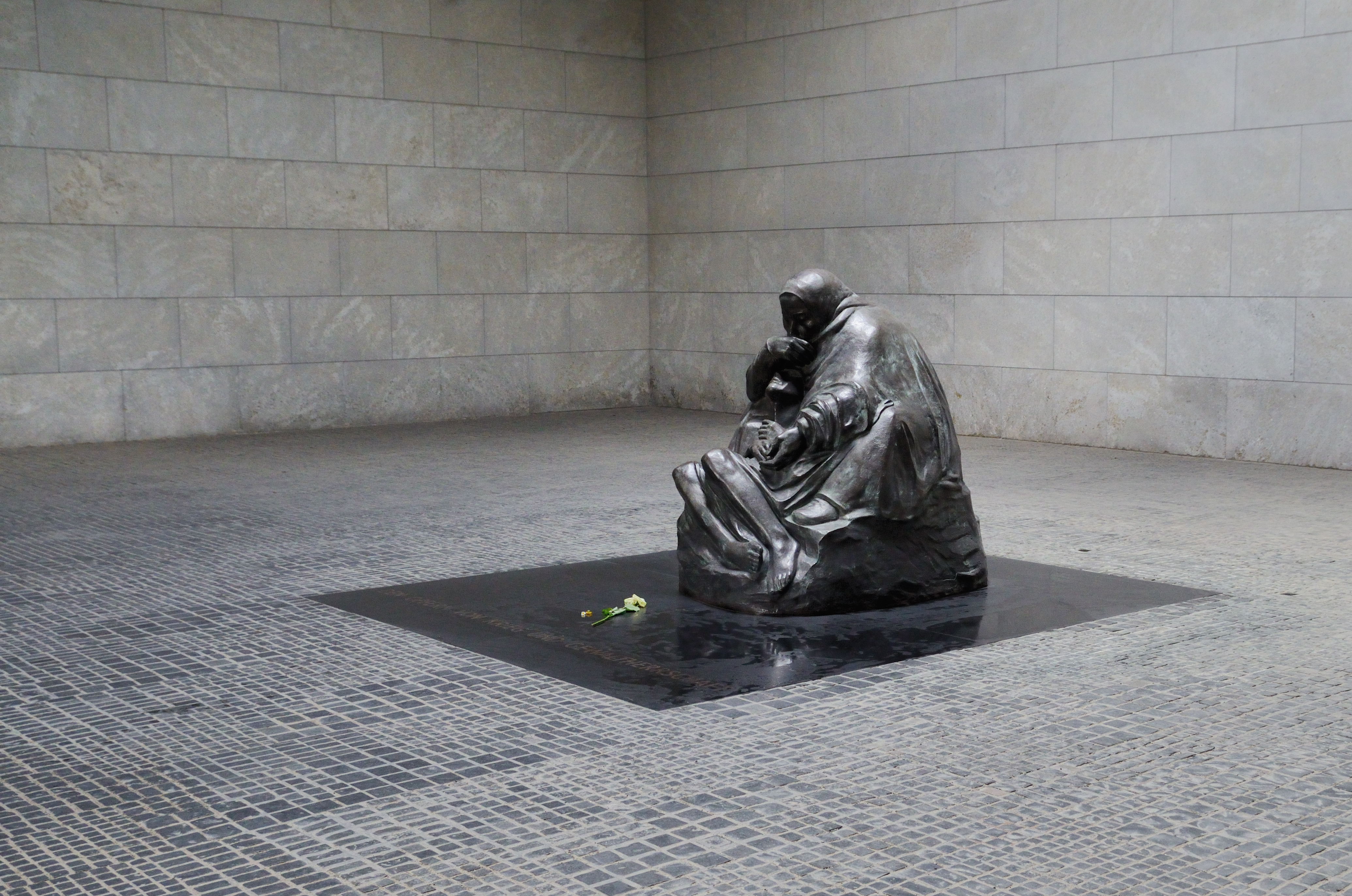
Moder med sin döde son i Neue Wache